# Ana Tena Puy
Ana Tena Puy (Panillo, vora Graus, Ribagorça, 1966) és una escriptora en aragonès, membre del Consello d'a Fabla Aragonesa i de l'Academia de l'Aragonés. A les seves obres es barregen introspecció personal i interès social.
La seva obra més important és la novel·la Ta óne im (1997). També ha publicat diferents relats o narracions curtes com Tornasols (1997), La bollonera d'un alma (2001), Más t'allá (2002) o el llibre Cuentos pa biladas sin suenio (2001). L'últim premi fou el Billa de Sietemo en 2005 amb L'ombre la santeta, novel·la curta que té com a context el món dels maquis després de la guerra civil espanyola.